# Mads Albæk
Mads Winther Albæk (ur. 14 stycznia 1990 w Roskilde) – duński piłkarz grający na pozycji pomocnika. Od 2024 jest zawodnikiem SC Weiche Flensburg 08.

## Kariera klubowa
Podczas gry w akademii klubu Herfølge BK był na testach w sc Heerenveen i Tottenhamie Hotspur. Grę w piłkę zaczął w małym klubie niedaleko Kopenhagi, Gadstrup IF, w którym grał do 11 roku życia. Następnie przeniósł się do Herfølge, gdzie zauważyli go skauci FC Midtjylland.
Latem 2013 podpisał kontrakt ze Stade de Reims. W Ligue 1 rozegrał łącznie 39 spotkań, w których zdobył 2 bramki. W 2015 przeszedł do IFK Göteborg. W Allsvenskan wystąpił w 48 spotkaniach, w których strzelił 9 goli. W 2017 został zawodnikiem 1. FC Kaiserslautern. W sezonie 2017/2018 jego klub spadł z 2. Bundesligi do trzeciej ligi niemieckiej. W 2019 powrócił do ligi duńskiej, gdzie został piłkarzem SønderjyskE Fodbold, z którym podpisał 4-letni kontrakt. W sezonie 2019/2020 wywalczył z klubem Puchar Danii. W sezonie 2021/2022 SønderjyskE spadło do 1. division. W 2023 przeszedł do Randers FC. Latem 2024 został zawodnikiem niemieckiego SC Weiche Flensburg 08.

## Kariera reprezentacyjna
Albæk występował w młodzieżowych reprezentacjach Danii. W 2011 rozegrał jedno spotkanie na mistrzostwach Europy U-21. W 2013 występował w spotkaniach pierwszej reprezentacji Danii, które jednak DBU uznaje za nieoficjalne.

## Statystyki
Stan na 18 lutego 2025
| Sezon   | Klub                   | Kraj    | Rozgrywki       | Mecze | Bramki | Rozgrywki Europy | Mecze | Bramki |
| ------- | ---------------------- | ------- | --------------- | ----- | ------ | ---------------- | ----- | ------ |
| 2008/09 | FC Midtjylland         | Dania   | SAS Ligaen      | 14    | 0      | –                | –     | –      |
| 2009/10 | FC Midtjylland         | Dania   | SAS Ligaen      | 28    | 0      | –                | –     | –      |
| 2010/11 | FC Midtjylland         | Dania   | Superligaen     | 20    | 2      | –                | –     | –      |
| 2011/12 | FC Midtjylland         | Dania   | Superligaen     | 26    | 1      | Liga Europy UEFA | 4     | 1      |
| 2012/13 | FC Midtjylland         | Dania   | Superligaen     | 32    | 9      | Liga Europy UEFA | 2     | 0      |
| 2013/14 | Stade de Reims         | Francja | Ligue 1         | 27    | 2      | –                | –     | –      |
| 2014/15 | Stade de Reims         | Francja | Ligue 1         | 12    | 0      | –                | –     | –      |
| 2015    | IFK Göteborg           | Szwecja | Allsvenskan     | 11    | 3      | –                | –     | –      |
| 2016    | IFK Göteborg           | Szwecja | Allsvenskan     | 26    | 4      | Liga Europy UEFA | 8     | 1      |
| 2017    | IFK Göteborg           | Szwecja | Allsvenskan     | 11    | 2      | –                | –     | –      |
| 2017/18 | 1. FC Kaiserslautern   | Niemcy  | 2. Bundesliga   | 7     | 0      | –                | –     | –      |
| 2018/19 | 1. FC Kaiserslautern   | Niemcy  | 3. Fußball-Liga | 22    | 1      | –                | –     | –      |
| 2019/20 | SønderjyskE Fodbold    | Dania   | Superligaen     | 25    | 2      | –                | –     | –      |
| 2020/21 | SønderjyskE Fodbold    | Dania   | Superligaen     | 26    | 2      | Liga Europy UEFA | 1     | 0      |
| 2021/22 | SønderjyskE Fodbold    | Dania   | Superligaen     | 30    | 0      | –                | –     | –      |
| 2022/23 | SønderjyskE Fodbold    | Dania   | 1. division     | 26    | 3      | –                | –     | –      |
| 2023/24 | Randers FC             | Dania   | Superligaen     | 15    | 0      | –                | –     | –      |
| 2024/25 | SC Weiche Flensburg 08 | Niemcy  | Regionalliga    | 15    | 0      | –                | –     | –      |

## Sukcesy
SønderjyskE Fodbold
- Puchar Danii: 2019/2020

Indywidualne
- Talent Roku w Danii (U-17): 2006[10]